# Triphenylamin
Triphenylamin ist eine aromatische organische Verbindung mit der Summenformel C18H15N. Es gehört zur Stoffklasse der tertiären Amine. Es ist hinsichtlich der Molmasse die leichteste und erste Triphenylverbindung in der Stickstoffgruppe des Periodensystems mit den weiteren Vertretern Triphenylphosphin, Triphenylarsin, Triphenylstibin und Triphenylbismutin.

## Gewinnung und Darstellung
Triphenylamin kann durch Einwirkung von Natrium und Brombenzol aus Diphenylamin erhalten werden.

## Eigenschaften
Im Gegensatz zu den meisten anderen aliphatischen und aromatischen Aminen hat Triphenylamin mit einem pKB-Wert von 19  keinen stark basischen Charakter. Dies ist auf die Resonanzstrukturen des Moleküls zurückzuführen, die die Nucleophilie des zentralen Stickstoffatoms deutlich abschwächen.
Triphenylamin und seine Derivate haben nützliche Eigenschaften in ihrer elektrischen Leitfähigkeit und Elektrolumineszenz. Sie werden aus diesem Grund in OLED-Materialien als Lochtransporter genutzt.

## Galerie

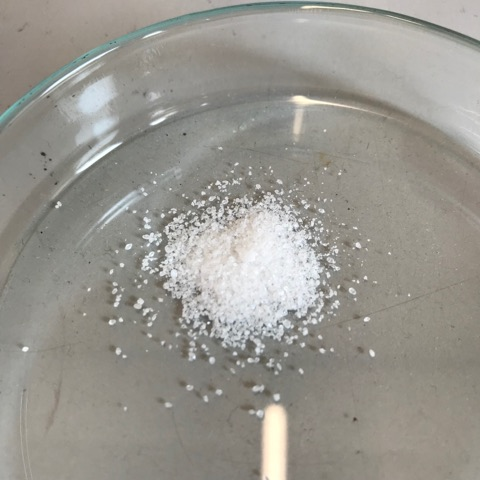
Triphenylamin in einer Petrischale
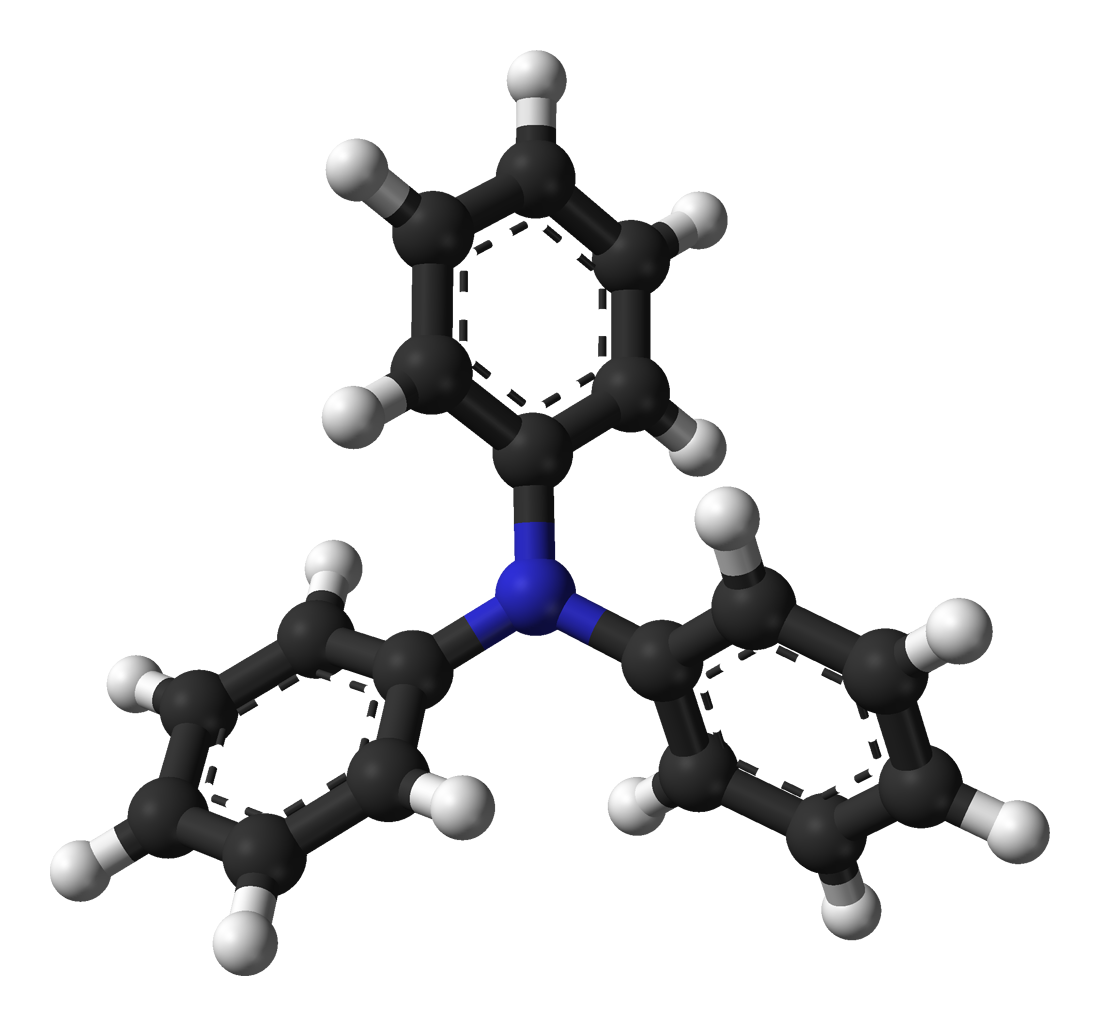
3D-Struktur von Triphenylamin im Kugel-Stab-Modell
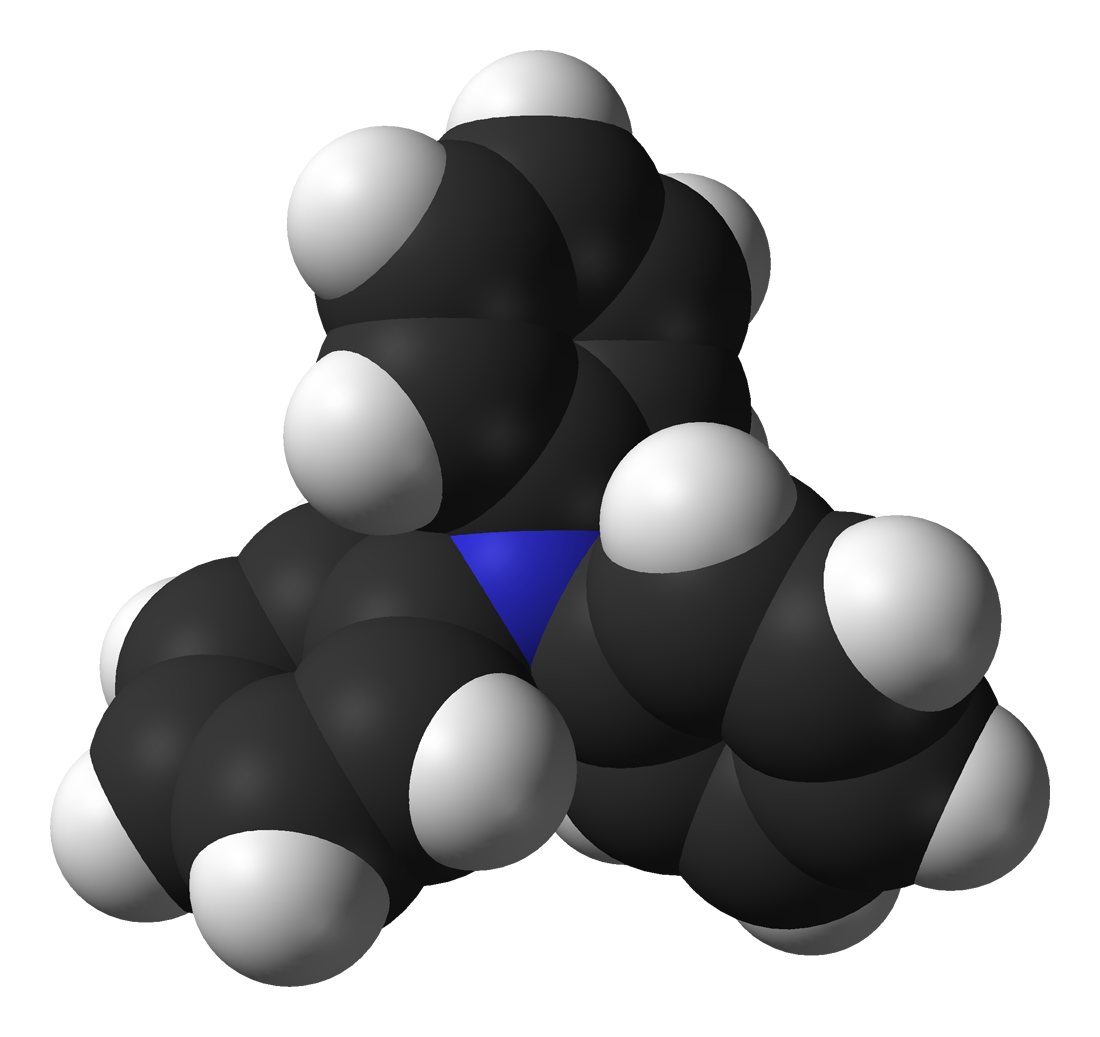
3D-Struktur von Triphenylamin im Kalottenmodell